# Spirogardnera
- Commons
- Wikispecies

Spirogardnera é um género botânico pertencente à família Santalaceae.